# Aqua Plaza
Het Aqua Plaza was een zwembad bij Nes op Ameland. Het complex met twee koepels had een golfslagbad, wildwaterkreek, whirlpools en een waterglijbaan van 120 meter. 

## Geschiedenis
In mei 1988 werd het subtropisch zwemparadijs aan de Molenweg onder de naam Tropica Ambla geopend. De totale kosten waren 8,7 miljoen gulden (ruim vier miljoen euro). In juni 1989 werd de 100.000ste bezoeker verwelkomd. Het zwemparadijs van eigenaar Quattro Beheer uit Zwolle werd in 1991 na problemen overgenomen door Jan Voskamp voor een miljoen gulden. In 1995 werd het bad gesloten. In 1996 ging na overname door Harrie Hutting het bad  weer open onder de naam Aqua Plaza.
In 1997 wilde Hutting het zwembad ombouwen tot kuuroord met een thermaalbad. In 1999 werd er een proefboring gedaan naar thermaal water door firma Grüntec uit Sittard. Op een diepte van 650 meter en 837 meter werd thermaal water aangetroffen.
In 2005 was er een executieveiling van het zwemparadijs. De bank had een vordering van bijna een miljoen euro. Het zwemparadijs was sinds 2002 dicht, omdat er te weinig klanten kwamen. In 2008 werd het voormalige zwembad door kunstenaars gebruikt tijdens Ameland Kunstmaand.

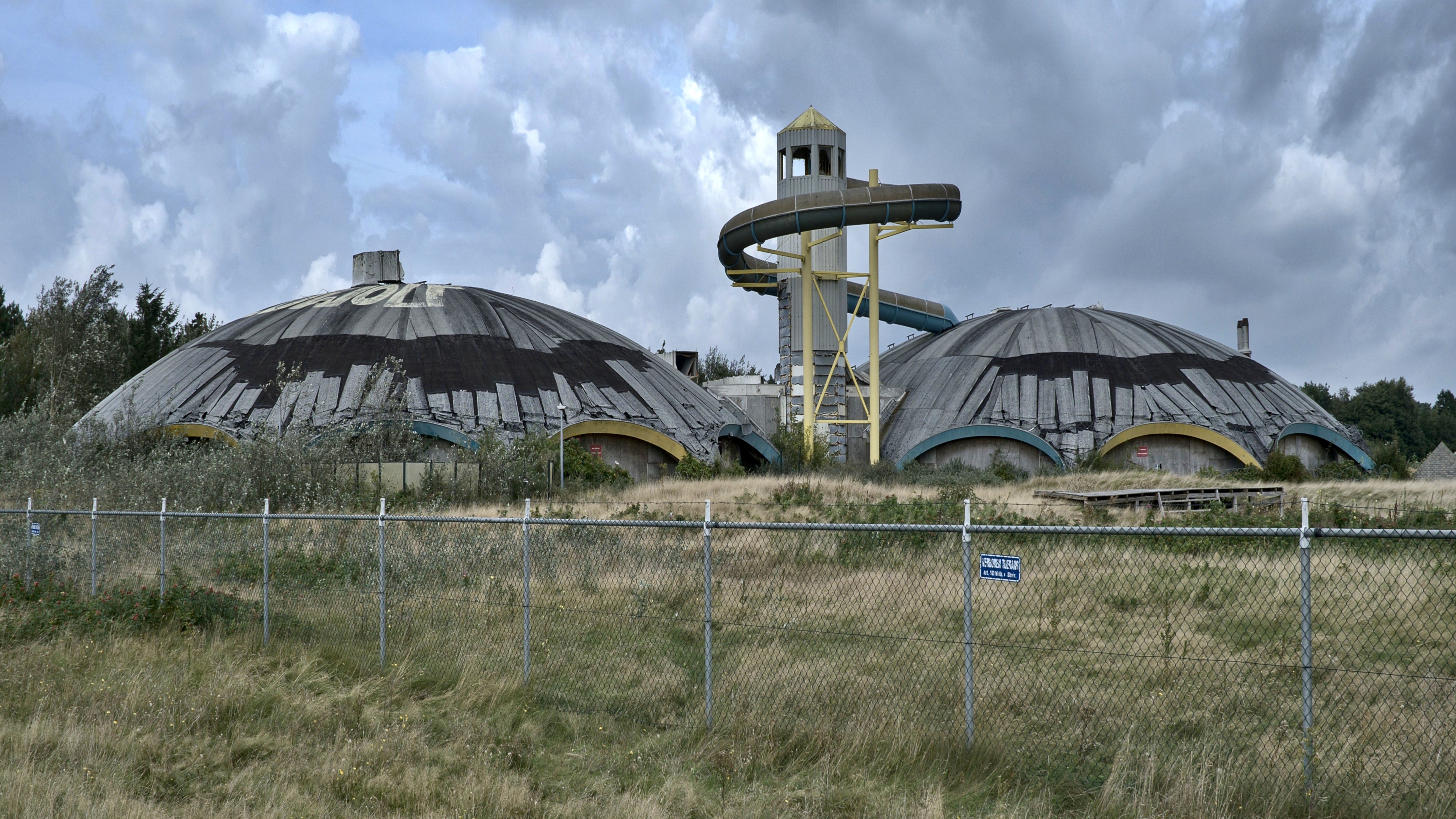
Het voormalig zwemparadijs, de ruïne in 2021